# Stawka podatku
Stawka podatku – określony procentowo lub kwotowo wskaźnik służący obliczeniu należnej kwoty podatku od podstawy opodatkowania. Stawka podatkowa nie jest jedynym parametrem wpływającym na wysokość podatku.

## Stawki podatkowe w Polsce

### Podatek od towarów i usług
W zakresie podatku od towarów i usług (VAT) od 1 stycznia 2011 roku obowiązują stawki:
- podstawowa: 23%
- obniżone: 8%, 5% i 0%
- tzw. stawka zwolniona, która jest umownym terminem obejmującym grupę towarów i usług ustawowo zwolnionych od podatku VAT.

Do końca 2010 roku obowiązywały następujące stawki podatkowe:
- podstawowa: 22%
- obniżone: 7%, 3% i 0%
- tzw. stawka zwolniona.

### Podatek dochodowy
Osoby prawne oraz te osoby fizyczne, które wybrały liniową metodę rozliczania podatku dochodowego objęte są 19% stawką tego podatku. 
Osoby fizyczne rozliczające swoje dochody na zasadach ogólnych według skali podatkowej, od 1 stycznia 2009 r. objęte są stawkami 18% lub 32% podatku dochodowego. Wysokość stawki w tym ostatnim przypadku jest zależna od wysokości podstawy opodatkowania. Dnia 1 października 2019 weszła w życie nowelizacja ustawy o PIT, mająca na celu obniżenie dolnej stawki podatku dochodowego dla osób fizycznych rozliczających dochody na zasadach ogólnych z 18% do 17% (na mocy tej nowelizacji w 2019 stawka ta wyniesie 17,75%, a od 2020 17%). Od dnia 1 lipca 2022 roku stawka podatku została obniżona z 17% do 12% dla podatników opodatkowanych według zasad ogólnych.
Podatek dochodowy od przychodów nieujawnionych (sankcyjna stawka podatku stosowana w przypadku zatajenia przychodów): 75%.

### Podatek od czynności cywilnoprawnych
- udzielenie pożyczki: 0,5%
- podniesienie kapitału spółki: 0,5%
- sprzedaż rzeczy: 2%
- sprzedaż praw majątkowych: 1%